# 布莱恩·奥列里
布莱恩·托德·奥列里（英語：Brian Todd O'Leary，1940年1月27日—2011年7月28日）是一名美國科學家、作家和太空人。他是美国国家航空航天局第六组宇航员的一員，這組科學家-太空人被選中的目的是為阿波羅應用計劃進行培訓。